# Larissa Crummer
Larissa Rose Crummer (Nambour, 10 de janeiro de 1996) é uma futebolista profissional australiana que atua como atacante.

## Carreira
Larissa Crummer fará parte do elenco da Seleção Australiana de Futebol Feminino, nas Olimpíadas de 2016. 